# Ibrahim (prénom)
Pour les articles homonymes, voir Ibrahim (homonymie).

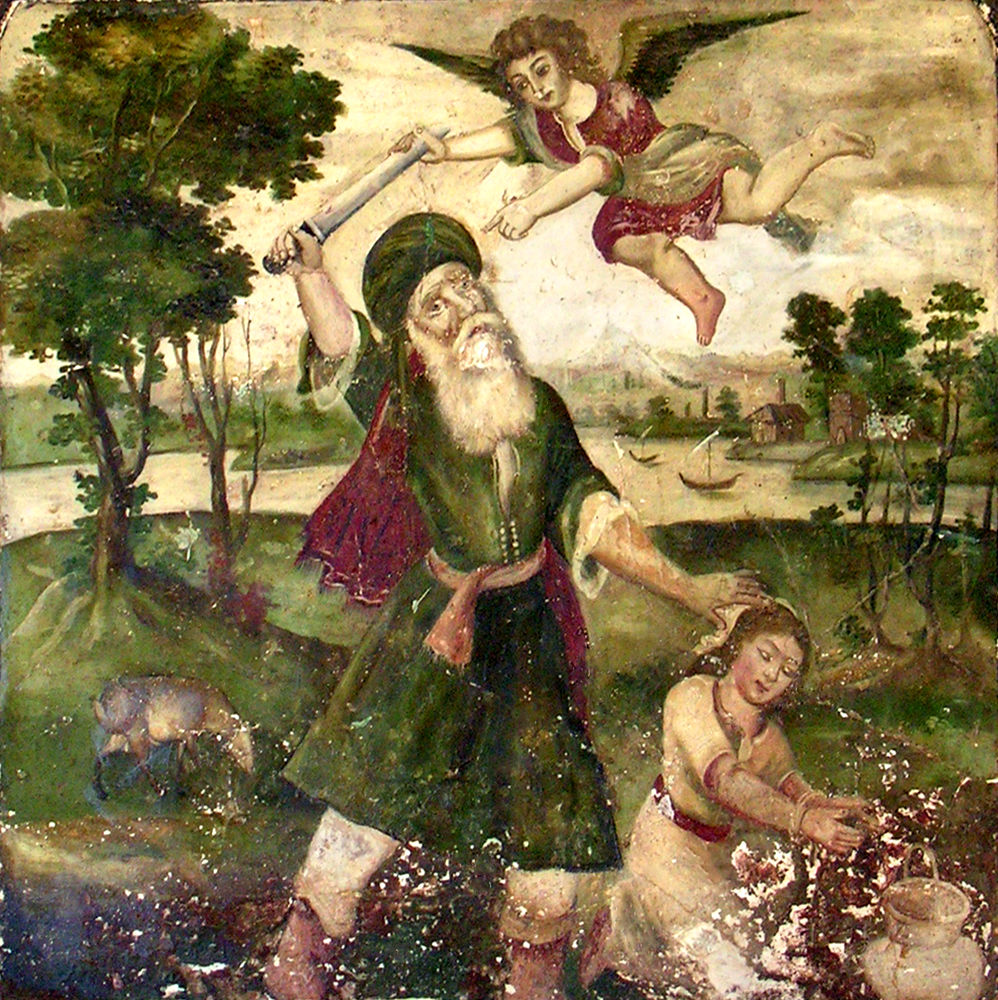
Fresque de la Ligature d'Isaac.

Ibrahim (en arabe : إبراهيم /ib.ra.'him/) est un prénom masculin arabe, dérivé du nom Abraham (Avraham) ou Abram, principal patriarche des religions juive, chrétienne et musulmane, nommé Ibrahim dans le Coran.

## Prénom
- Pour les articles sur les personnes portant le prénom Ibrahim, consulter la liste générée automatiquement.